# 바실리카 팔라디아나
바실리카 팔라디아나(이탈리아어: Basilica Palladiana)는 이탈리아 비첸차의 시뇨리 광장에 위치한 르네상스 양식의 건물이다. 건물은 15세기에 세워졌으며 팔라초 델라 라지오네(Palazzo della Ragione)라고 불리었다. 안드레아 팔라디오가 건물의 붕괴된 로지아(loggia, 벽이 없이 통해 있는 주랑)를 수리하였다. 바실리카 팔라디아나는 ‘비첸차 시와 베네토주의 팔라디오 빌라’(City of Vicenza and the Palladian Villas of the Veneto)에 포함되어 유네스코(UNESCO) 세계유산으로 등록되었다.